# Liste over operaer
Dette er en liste over fremtrædende operaer, opdelte efter komponister.
- Claudio Monteverdi

- L'Orfeo (1607)
- Il ritorno d'Ulisse in patria (1640)
- L'incoronazione di Poppea (1642)

- Georg Friedrich Händel

- Julius Cæsar (1724)
- Xerxes (1737)

- Christoph Willibald Gluck

- Gudernes strid (1749)
- Orfeus og Eurydike (1762)
- Alceste (1767)
- Iphigenia i Aulis (1774)
- Iphigenia på Tauris (1779)

- Wolfgang Amadeus Mozart

- Bastien og Bastienne (1768)
- Idomeneo (1781)
- Bortførelsen fra Seraillet (1782)
- Figaros Bryllup (1786)
- Don Giovanni (Don Juan, 1787)
- Così fan tutte (1790)
- Tryllefløjten (1791)

- Ludwig van Beethoven

- Fidelio (1805)

- Gioacchino Rossini

- Italienerinden i Algier (1815)
- Barberen i Sevilla (1816)
- Den tyvagtige skade (1817)
- Wilhelm Tell (opera) (1829)

- Carl Maria von Weber

- Jægerbruden (1821)

- Richard Wagner

- Rienzi (1842)
- Den flyvende Hollænder (1843)
- Tannhäuser (1845)
- Lohengrin (1850)
- Tristan og Isolde (1865)
- Mestersangerne i Nürnberg (1868)
- Nibelungens Ring
  - Rhinguldet (1869)
  - Valkyrien (1870)
  - Siegfried (1876)
  - Ragnarok (1876)

- Parsifal (1882)

- Otto Nicolai
  - De lystige koner i Windsor (1849)

- Giuseppe Verdi
  - Rigoletto (1851)
  - Trubaduren (1853)
  - La Traviata (1853)
  - Siciliansk vesper (1855)
  - Maskeballet (1859)
  - Aida (1871)
  - Otello (1887)
  - Falstaff (1893)

- Charles Gounod
  - Faust (1859)

- Georges Bizet
  - Perlefiskerne (1863)
  - Djamileh (1872)
  - Carmen (1875)

- Camille Saint-Saëns
  - Samson og Dalila (1877)

- Peter Heise
  - Drot og Marsk (1877)

- Pjotr Iljitj Tjajkovskij
  - Eugen Onegin (opera) (1879)
  - Spar Dame (1890)

- Jacques Offenbach
  - Hoffmanns Eventyr (1881)

- Ruggiero Leoncavallo
  - Bajadser (1892)

- Pietro Mascagni
  - Cavalleria rusticana (1890)

- Giacomo Puccini
  - Manon Lescaut (1893)
  - La Bohème (1896)
  - Tosca (1900)
  - Madame Butterfly (1904)

- Carl Nielsen
  - Saul og David (1902)
  - Maskarade (1906)

- Richard Strauss
  - Salome (1905)
  - Elektra (1909)
  - Rosenkavaleren (1911)

- Hakon Børresen
  - Den Kongelige Gæst (1919)

- Alban Berg
  - Wozzeck (1922)

- George Gershwin
  - Porgy og Bess (1935)

- Benjamin Britten
  - Peter Grimes (1945)
  - Lucretias voldførelse (1946)

- Karl-Birger Blomdahl
  - Aniara (1959)

- Anthony Braxton
  - Trillium R (1999)

- Jake Heggie
  - Dead Man Walking (2000)